# Euphorbia glochidiata
Euphorbia glochidiata ist eine Pflanzenart aus der Gattung Wolfsmilch (Euphorbia) in der Familie der Wolfsmilchgewächse (Euphorbiaceae).

## Beschreibung
Die sukkulente Euphorbia glochidiata wächst aus fleischigen Wurzeln mit nur wenigen Verzweigungen und wird etwa 1,5 Meter hoch. Die vierkantigen Triebe sind etwas spreizklimmend und werden bis 1,5 Zentimeter dick. Entlang der Kanten der Triebe ist oft ein dunkler Streifen ausgebildet. An den Kanten stehen im Abstand von 3 Zentimeter flache Zähne. Die verlängerten Dornenschildchen sind miteinander verwachsen oder stoßen fast aneinander. Die 2 Zentimeter langen Dornen haben gegabelte Spitzen, die bis 5 Millimeter lang werden. Die Nebenblattdornen sind bis 5 Millimeter lang.
Der Blütenstand besteht aus einzelnen und einfachen Cymen, die nahezu sitzend sind. Die Cyathien werden 5 Millimeter groß. Die rechteckigen Nektardrüsen stoßen aneinander und sind gelb bis rötlich gefärbt. Die stumpf gelappte Frucht wird etwa 3,5 Millimeter lang und 5 Millimeter breit. Der eiförmige Samen ist etwa 2 Millimeter groß und dicht mit Warzen besetzt.

## Verbreitung und Systematik
Euphorbia glochidiata ist im Süden von Äthiopien, im Süden von Somalia und im Osten von Kenia auf sandigen Kalksteinböden in offenen Acacia-Buschland in Höhenlagen von 140 bis 750 Meter verbreitet.
Die Erstbeschreibung der Art erfolgte 1897 durch Ferdinand Albin Pax.